# 韩真
韩真（1983年—）是一名编舞家，现就职于中国东方演艺集团，她的作品曾多次出现在总台春晚，而且有一些她与周莉亚联合编舞的作品也在中国各大城市巡演

## 作品[4][5]
- 中国妈妈
- 复兴之路
- 粉墨春秋
- 沙湾往事（由周莉亚联合编舞）
- 永不消逝的电波（由周莉亚联合编舞）
- 只此青绿（由周莉亚联合编舞）
- 咏春（由周莉亚联合编舞）
- 八女投江
- 城市变奏曲
- 丽人行